# Campeonato Panamericano de Judo de 1986
El XVI Campeonato Panamericano de Judo se celebró en Salinas (Puerto Rico) entre el 31 de julio y el 2 de agosto de 1986 bajo la organización de la Unión Panamericana de Judo.
En total se disputaron quince pruebas diferentes, ocho masculinas y siete femeninas.

## Resultados

### Masculino
| Evento | Oro                            | Plata                            | Bronce                                               |
| ------ | ------------------------------ | -------------------------------- | ---------------------------------------------------- |
| –55 kg | Michael Manning Estados Unidos | Luis Martínez Rosado Puerto Rico | Wilfredo Simancas · Venezuela · G. Bernades · Brasil |
| –60 kg | Sérgio Pessoa · Brasil         | Fred Glock Estados Unidos        | Salvador Hernández · México · D. Mavárez · Venezuela |
| –65 kg | Rogério Sampaio · Brasil       | Craig Weldon · Canadá            | Doug Tono · Estados Unidos · Álex Lugo · Cuba        |
| –71 kg | Mike Swain Estados Unidos      | Angelo Ruíz Puerto Rico          | Mario Tsutsui · Brasil · Ricardo Tuero · Cuba        |
| –78 kg | Andrés Franco Ramos · Cuba     | Tiago Jacques · Brasil           | G. Aguirre · Argentina · Carlos Huttich · México     |
| –86 kg | José González Rosabal · Cuba   | Gustavo Pascualini Argentina     | Wagner Castropil · Brasil · O. Carvajal · Perú       |
| –95 kg | Alfredo Fernandez · Brasil     | Robert Berland Estados Unidos    | James Kendrick · Canadá · R. Morelli · Chile         |
| +95 kg | Frederico Flexa · Brasil       | Jorge Fiz Castro · Cuba          | V. Gianelli · Venezuela · O. Nelson · Estados Unidos |

### Femenino
| Evento | Oro                           | Plata                            | Bronce                                                        |
| ------ | ----------------------------- | -------------------------------- | ------------------------------------------------------------- |
| –48 kg | María Villapol · Venezuela    | Bonnie Sherman · Canadá          | Sherrie Phillips · Estados Unidos · Monica Angelucci · Brasil |
| –52 kg | Solange de Almeida · Brasil   | Maritza Pérez Cárdenas · Cuba    | Janet Trussell Estados Unidos Lisa Boscarino Puerto Rico      |
| –56 kg | Cecilia Alacán · Cuba         | Maniliz Segarra Puerto Rico      | Karen Sheffield · Canadá · Gianna Santorsola · Venezuela      |
| –61 kg | Natasha Hernández · Venezuela | Tânia Ishii · Brasil             | Mandy Clayton · Canadá · Kathy Dalton · Estados Unidos        |
| –66 kg | Carla Duarte · Brasil         | Cecilia Caballero Navarro · Cuba | Marcia Quiñónez · Ecuador                                     |
| –72 kg | Alison Webb · Canadá          | Soraia André · Brasil            | Tina Stump · Estados Unidos · Miriam Medina Ortega · Cuba     |
| +72 kg | Nilmari Santini Puerto Rico   | Rosemeri Salvador · Brasil       | Allison Henry · Venezuela · Florentina Quintana · Cuba        |

## Medallero
| Núm. | País           | Oro | Plata | Bronce | Total |
| ---- | -------------- | --- | ----- | ------ | ----- |
| 1    | Brasil         | 6   | 4     | 4      | 14    |
| 2    | Cuba           | 3   | 3     | 4      | 10    |
| 3    | Estados Unidos | 2   | 2     | 6      | 10    |
| 4    | Venezuela      | 2   | 0     | 5      | 7     |
| 5    | Puerto Rico    | 1   | 3     | 1      | 5     |
| 6    | Canadá         | 1   | 2     | 3      | 6     |
| 7    | Argentina      | 0   | 1     | 1      | 2     |
| 8    | México         | 0   | 0     | 2      | 2     |
| 9    | Chile          | 0   | 0     | 1      | 1     |
| 9    | Ecuador        | 0   | 0     | 1      | 1     |
| 9    | Perú           | 0   | 0     | 1      | 1     |
|      | TOTAL          | 15  | 15    | 29     | 59    |